# Любранец
Любранец (пол. Lubraniec) — город в Польше, входит в Куявско-Поморское воеводство, Влоцлавский повят. Имеет статус городско-сельской гмины. Занимает площадь 1,94 км². Население — 3160 человек (на 2014 год).